# Sobredo (Lugo)
Sobredo es una aldea española situada en la parroquia de Folgoso, del municipio de Folgoso de Caurel, en la provincia de Lugo, Galicia.

## Demografía
| Gráfica de evolución demográfica de Sobredo entre 2000 y 2019 |
|                                                               |
| Datos según el nomenclátor publicado por el INE.              |

## Patrimonio
En la aldea se encuentra el Castro de A Torre, un antiguo poblado fortificado.